# Sergueï Kobylach
Sergueï Ivanovitch Kobylach (russe : Кобылаш, Сергей Иванович ; né à Odessa le 1er avril 1965) est un militaire russe.

## Carrière
Du 12 août 2015 au 29 septembre 2016 il commandait le 4e Centre d'État pour la formation du personnel aéronautique et les essais militaires du ministère de la Défense de la fédération de Russie (Centre d'aviation de Lipetsk).
En 2016 il devient commandant de l'Aviation à long rayon d'action de l'Armée de l'air russe ; la Cour pénale internationale (CPI) émet des mandats d'arrêt contre le lieutenant général des forces armées russes Sergueï Kobylach et l'amiral de la marine russe Viktor Sokolov pour des crimes de guerre présumés commis en Ukraine « entre le 10 octobre 2022 au moins et le 9 mars 2023 au moins »,,.
Le 24 juillet 2024 il succède à Sergueï Dronov au poste de Commandant de l'armée de l'air - Commandant en chef adjoint des forces aérospatiales .